# مرتضی محمودوند
مرتضی محمودوند (۱۳۴۸ در خرم آباد) سیاستمدار اصولگرا اما میانه رو ایرانی است. وی موفق شد در یازدهمین انتخابات مجلس شورای اسلامی که در تاریخ ۲ اسفند ۱۳۹۸ برگزار شد، با کسب ۴۳ هزار و ۸۳۴ رای، از حوزه انتخابیه خرم‌آباد و دوره از استان لرستان انتخاب گردد و به مجلس راه یابد.